# Top Wing
Top Wing är en kanadensisk animerad TV-serie som skapades av Matthew Fernandes. Serien sändes första gången den 6 november 2017 på Nickelodeon i USA och den 6 januari 2018 i Kanada på Treehouse TV.